# Olethreutes
Olethreutes là một chi bướm đêm lớn thuộc họ Tortricidae. Đây là chi đặc trưng của tông Olethreutini và phân họ Olethreutinae.

## Các loài
Cho đến nay, có 131 loài đã được xếp vào chi Olethreutes này: